# Perophora virgulata
Perophora virgulata är en sjöpungsart som beskrevs av Monniot 1997. Perophora virgulata ingår i släktet Perophora och familjen Perophoridae. Inga underarter finns listade i Catalogue of Life.